# Короткоголовая амбистома
Короткоголовая амбистома (лат. Ambystoma texanum) — вид хвостатых земноводных из семейства амбистом. Синоним — амбистома Шмидта (А. schmidti).

## Распространение
Ареал вида распространяется от восточного Огайо и западного Кентукки на запад до юга Айовы и юга восточного Техаса, Луизианы, Миссисипи и северо-западной Алабамы (США) и включает остров Пели в провинции Онтарио (Канада).

## Описание
Общая длина достигает 11-17,8 см. Голова короткая, широкая. Глаза выпуклые. Тело массивное и коренастое, конечности сильные с длинными пальцами. Хвост довольно длинный, постепенно уплощающийся и сужающийся к концу. Окраска спины серо-чёрная или чёрная. Бока и брюхо сероватого цвета, иногда с синеватым оттенком. По основному фону разбросаны тёмные пятна.

## Образ жизни
Предпочитает влажные места — поймы рек, поваленные и гниющие деревья или опавшую листву возле водоёмов и болот, любит сельскохозяйственные угодья, луга и прерии, иногда встречается на скалистых склонах. Использует норы, вырытые другими животными, в том числе речными раками и мелкими млекопитающими. Вечерний дождь иногда побуждает её к выходу на поверхность. Ведёт ночной образ жизни, днём прячась в укрытиях. Взрослые особи пережидают самые жаркие месяцы в году в норах. Питается червями, моллюсками и другими беспозвоночными.

## Размножение
Во время сезона размножения вокруг водоёмов могут собираться небольшими группами. Спаривание происходит под водой. Период размножения длится с января-февраля до марта-апреля. Оплодотворение внутреннее, без амплексуса. Самцы подталкивают самок, трутся о них, а затем откладывают сперматофоры в воду (на ветки или листья). Один самец может отложить до 128 сперматофоров. Самки забирают сперматофоры в себя (до 26 сперматофоров от разных самцов), а затем откладывают икру на мелководье и обычно прикрепляют её к водной растительности.
Самки откладывают икру одиночно или в группах. За год одна самка может отложить до 300—700 яиц размером 1,6—2,5 мм в диаметре, которые откладывает в мелких студенистих массах по 3-30 яиц. Икринки в отдельных мешках, откладываются самкой в стоячих или слабо текущих водоёмах, в частности: во временные лесные водоёмы, придорожные канавы, болота. Личинки водные, по пропорциям похожи на взрослых особей.